# Leanen

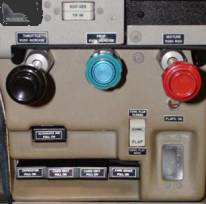
Gemischhebel (rot)

Unter Leanen (von englisch lean = mager, schlank) versteht man das Abmagern des Kraftstoff-Luft-Gemisches bei Ottomotoren, die als Flugmotor in Flugzeugen eingesetzt werden. Durch das Leanen wird im Teillastbereich der Kraftstoffanteil des Kraftstoff-Luft-Gemisches, das dem Motor zugeführt wird, verringert, was den Kraftstoffverbrauch senkt und damit die Reichweite erhöht. Das Abmagern erfolgt bei den meisten Modellen manuell durch den Piloten mittels des Gemischhebels (mixture control; condition lever) und seltener automatisch. Bei hohem Leistungsbedarf wird im Gegensatz dazu fetteres Gemisch eingestellt, was für höhere Leistung und niedrigere Temperaturen an hochbelasteten Motorteilen sorgt.

## Grundlagen

### Luft-Treibstoff-Gemisch
In einem Verbrennungsmotor verbrennt das Treibstoff-Luft-Gemisch nur bei einem Massenverhältnis (im Unterschied zum Volumenverhältnis) von 1:14,7 vollständig (1,0 kg Kraftstoff auf 14,7 kg Luft). Bei diesem Verhältnis reagieren der Kohlenstoff (C) und der Wasserstoff (H) des Kraftstoffs (verschiedene Kohlenwasserstoffverbindungen – CxHy) mit dem Sauerstoff (O) der Luft, dabei unterscheidet man zwischen der vollständigen und der unvollständigen Verbrennung wie folgt:
Vollständige Verbrennung von langkettigen Kohlenwasserstoffen
{\displaystyle \mathrm {2\ C_{8}H_{18}\ +\ 25\ O_{2}\longrightarrow 16\ CO_{2}\ +\ 18\ H_{2}O} }
Octan und Sauerstoff reagieren unter optimalen Bedingungen zu Kohlenstoffdioxid und Wasser.
Gewöhnliche, unvollständige Verbrennung von langkettigen Kohlenwasserstoffen
{\displaystyle \mathrm {2\ C_{8}H_{18}\ +\ 13\ O_{2}\longrightarrow 2\ CO_{2}\ +\ 7\ CO\ +\ 4\ C\ +\ C_{3}H_{6}\ +\ 15\ H_{2}O} }
Octan und Sauerstoff reagieren bei einer unvollständigen Verbrennung zu Kohlenstoffdioxid, Kohlenstoffmonoxid, Ruß, kurzkettige Kohlenwasserstoffe (Propen) und Wasser, des Weiteren entstehen bei der unvollständigen Verbrennungen im Motor auch Stickoxide sowie ggf. Schwefeloxide. Diese Art von Verbrennungen entstehen, wenn die Verbrennungstemperatur zu niedrig ist oder nicht ausreichend Sauerstoff zur Verfügung steht.
Somit entstehen Kohlendioxid (CO2) und Wasser (H2O) in Form von Wasserdampf. Es handelt sich hierbei jedoch um eine idealisierte Darstellung der ablaufenden Prozesse, die, wie weiterführende Untersuchungen gezeigt haben, in der Realität viel komplexer sind.
Bei einem stöchiometrischen Gemisch ist das Luft-Kraftstoff-Verhältnis gerade so bemessen, dass genau die Luftmasse vorliegt, die theoretisch allen Kraftstoff zu H2O und CO2 oxidiert. Von diesem idealen stöchiometrischen Kraftstoffverhältnis (1:14,7) kann durch einen höheren Kraftstoffanteil („fett“, „reich“, englisch: rich, z. B. 1:13) oder einen höheren Luftanteil („mager“, „arm“, englisch: lean, z. B. 1:16) innerhalb bestimmter Grenzen abgewichen werden. Das Gemisch sollte allerdings nur so weit abgemagert werden, dass es noch zündfähig bleibt (bis ca. 1:30).
Im Gegensatz zu Autos werden Flugzeuge in sehr unterschiedlichen Höhen betrieben. In großen Höhen steht wegen der „dünnen Luft“ nicht mehr genug Sauerstoff zur Verbrennung zur Verfügung. Die optimale technische Lösung wäre, den Motor aufzuladen (z. B. mit Hilfe eines Turboladers mehr Luft unter Druck in den Zylinder zu pressen) – so würde die volle Leistung des Motors erhalten bleiben. Die zweitbeste technische Lösung ist das hier besprochene Abmagern (Leanen). Dabei wird dem Zylinder bei Bedarf weniger Treibstoff zugeführt, um die geringere Menge an Sauerstoff im Zylinder auszugleichen. Der Motor läuft auf „Sparflamme“ (weniger Sauerstoff, weniger Treibstoff) und gibt weniger Leistung ab.
In größeren Höhen nicht zu leanen hätte erhöhten Treibstoffverbrauch, Reichweitenverkürzung und eine Erhöhung der Betriebskosten zur Folge.
Die erhöhten Verbrennungstemperaturen sind für den Motor im Teillastbereich verkraftbar.

### Kraftfahrzeug
In seinen Grundzügen arbeitet die Gemischbildung eines regulären Ottomotors, z. B. in einem Kraftfahrzeug analog zu der bei einem Flugzeugmotor. Man unterscheidet:

#### Klassische Gemischbereitung
Zur Regelung des Kraftstoff-Luft-Gemisches wurden bei Kraftfahrzeugmotoren Vergaser oder Saugrohreinspritzung verwendet. Diese sorgen im Volllastbereich für ein fettes, leistungsoptimiertes Gemisch und im Teillastbereich für ein relativ mageres, kraftstoffsparendes Gemisch, wobei beim Beschleunigen durch eine Beschleunigerpumpe kurzzeitig angefettet wird.
Dabei geht man davon aus, dass der Luftdruck größer als 900 mbar ist. Die deutliche Gemischanfettung z. B. bei Passfahrten im Hochgebirge führt zu einem Leistungsabfall, was beim Vergasermotor meist akzeptiert wird. Wenn man bei längeren Fahrten im Hochgebirge unterwegs ist besteht jedoch die Möglichkeit Kraftstoff einzusparen bzw. bessere Emissionen zu erreichen, indem man den Vergaser magerer einstellt. Einzelne Motoren mit elektronisch gesteuerter Saugrohreinspritzung mit Luftmengenmesser haben auch einen zusätzlichen, über eine Höhenmessdose gesteuerten Schalter, der ab einer bestimmten Höhe dem Steuergerät ein Signal zum Abmagern des Gemisches gibt.

#### Aktuelle Gemischbereitung
Zu Zeiten der Vergasertechnik wurden bei Bedarf als Zusatzeinrichtungen am Vergaser Höhenkorrektoren verbaut, die mittels Barometerdose und Magnetventilen bei geringer werdendem Luftdruck das Gemisch automatisch abmagerten.
Neuere Kraftfahrzeugmotoren verfügen über Luftmassenmesser, die dem Motorsteuergerät einen Anhaltswert für die angesaugte Luftmasse liefern. Im Teillastbereich wird eine genaue Dosierung der Kraftstoffmenge im Verhältnis zu der zur Verfügung stehenden Verbrennungsluft nach Messung durch die Lambdasonde erreicht, die den Restsauerstoffgehalt im Abgas misst. Das Steuergerät korrigiert entsprechend der Rückmeldung von der Lambdasonde die eingespritzte Kraftstoffmenge auf den stöchiometrischen Wert von Lambda 1. Nur bei hohem Leistungsbedarf z. B. beim Beschleunigen oder sehr schneller Fahrt wird eine leichte Gemischanfettung (Lambda 0,8…0,9) realisiert, da mehr Leistung und geringere Temperaturbelastung erzielt werden). Hintergrund sind die immer strenger gefassten Abgasnormen, die ohne moderne Gemischaufbereitung nicht einzuhalten wären.

### Flugzeug
Bei Flugzeugkolbenmotoren ergeben sich durch die unterschiedliche Betriebsumgebung einige Unterschiede, die ein Leanen des Motors erfordern. Ein Flugzeug ist in größeren Höhen erheblich niedrigeren Luftdrücken ausgesetzt (Barometrische Höhenformel), was eine Anreicherung des Gemisches bewirkt. Daher ist ein manuelles oder automatisches Eingreifen in die Gemischbildung notwendig.
Hinzu kommt, dass Flugzeugmotoren in der Regel bei niedrigeren Umgebungstemperaturen fliegen. Daher arbeitet die Kühlung effizienter. Eine leistungsfähige und damit intensive Kühlung wird eigentlich nur beim Start unter voller Last und beim Rollen (fast kein Fahrtwind) benötigt. Ein fetteres Gemisch unterstützt dann durch seinen höheren Kraftstoffanteil die Kühlung des Motors und besonders der Auslassventile:
Ein Flugzeugmotor unter voller Last am Boden würde bei einem Lambda von 1 auch durch Frühzündung (Detonation) und überhitzte Auslassventile (Feuerstege/Zylinderkopfdichtungen) beschädigt werden. Daher nutzt man beim Rollen, beim Start und beim Steigen – also immer dann, wenn viel Leistung erforderlich ist – ein leicht überfettetes Gemisch (Lambda 0,8…0,9) oder als Motorschutz (mit Leistungsabstrichen) sogar noch fetter. Dadurch sinkt die EGT (exhaust gas temperature – dt. Abgastemperatur) sowie infolgedessen die CHT (cylinder head temperature – dt. Zylinderkopftemperatur) bei überfettem Gemisch. Durch diesen Nebeneffekt wird auch noch die Motortemperatur etwas abgesenkt. Der Kraftstoffverbrauch steigt beim Start durch das überfettete Gemisch zwar, verringert sich jedoch durch die Abmagerung im Reiseflug. Dort wird mit ca. Lambda 1,1 der beste Motorwirkungsgrad eingestellt, wobei sich auch die höchste Abgastemperatur ergibt, was jedoch im Teillastbereich schadlos verkraftet wird.
Das Leanen dient also dazu, den Motor unter allen Flugbedingungen vor Schaden durch Überhitzung oder Unterkühlung zu bewahren und für die aktuellen Leistungsanforderungen und die aktuellen Umweltbedingungen (Luftdruck, Luft- und Motortemperatur) die beste Kombination aus hohem Leistungsgrad, geringem Treibstoffverbrauch und bester Reichweite zu finden. Die Kontrolle, ob richtig geleant wird, kann durch die EGT-Anzeige (exhaust gas temperature – dt. Abgastemperaturmesser) im Cockpit erfolgen.
Neben der manuellen Gemischeinstellung gibt es bei manchen Flugmotoren auch eine automatische Höhenkorrektur und automatische Gemischanreicherung, so zum Beispiel bei Einspritzmotoren. Aber auch Vergaser können mit Hilfe einer Unterdruckdose ein höhenkorrigiertes Gemisch bereitstellen, was den Piloten von dieser Aufgabe entlastet. Der Gemischhebel (engl. mixture; condition lever) wird in solchen Flugzeugen nur noch zum Abstellen des Motors benötigt. Ein Vergaser mit automatischer Höhenkorrektur findet sich zum Beispiel in der Piaggio P.149 oder der Dornier Do 27.
Die Motoren der Firmen Thielert und SMA auf Basis des Diesel-Prinzips verfügen über Turbolader und eine vollelektronische Motorsteuerung bzw. „Single lever control“. Dadurch entfällt das Leanen und der Turbolader sorgt auch in großen Höhen für die erforderliche Sauerstoffzufuhr.

## Ablauf des Leanens
Für Kolbentriebwerke mit geringer Leistung und ohne Kontrolle durch eine EGT-Anzeige gilt, dass das Gemisch solange verarmt wird (den roten Gemischreglerknopf langsam herausziehen), bis der Motor rau läuft, dann erfolgt eine Wiederanreicherung (roten Gemischreglerknopf zwei oder drei Umdrehungen eindrehen), bis der Motor rund läuft.
Moderne Flugmotoren mit höherer Leistung benötigen ein anderes Verfahren. Hier wird zur Gemischregulierung das Abgastemperatur-Messgerät (EGT) verwendet. Etwa fünf Minuten nach Erreichen der Reiseflughöhe, wenn sich die Triebwerkstemperaturen stabilisiert haben, wird das Gemisch mit dem Gemischhebel solange verarmt, bis die Abgastemperatur ihren Spitzenwert (engl. peak EGT) erreicht.
Diesen Spitzenwert muss man sich merken. Bei den meisten EGT ist neben dem eigentlichen Temperaturanzeiger ein zusätzlicher, verstellbarer Bezugsanzeiger (engl. reference pointer) vorhanden. Dieser wird auf den angezeigten Spitzenwert eingestellt. Danach wird das Gemisch wieder soweit angereichert (roten Gemischreglerknopf eindrehen), bis ein Abgastemperaturabfall von 50 °F (Fahrenheit) eintritt. Das entspricht zwei Teilstrichen der Skala des EGT. Damit ist eine Verbrennungs- und Abgastemperatur gegeben, die auch bei Dauerbetrieb dem Motor keinen Schaden zufügt. Der Kraftstoffverbrauch ist sehr günstig, Reichweite des Flugzeugs und Leistungsgrad des Triebwerks sind optimal, aber nicht maximal.
1. Alternative:

Gelegentlich wird auch für die jeweilige gewählte Leistungseinstellung ein zugehöriger, korrekter fuel flow (Treibstoffdurchfluss) anhand einer Tabelle eingestellt. Diese Methode funktioniert auch ohne Kontrolle durch einen Abgastemperaturmesser. Die Eingangsparameter für diese Tabelle sind Drehzahl und Saugrohr(unter)druck.
2. Alternative:

Zum Erreichen besserer Verbrauchswerte kann das Gemisch bei Motoren mit Saugrohreinspritzung auf den Spitzenwert der EGT (Empfehlung von Lycoming und Continental), oder sogar auf 50 °C abgemagert (geleant) werden. Dazu wird vom Spitzenwert aus soweit abgemagert, bis ein Abfall von 50 °C EGT angezeigt wird. So wird ein minimaler Benzinverbrauch erreicht. Dieses Verfahren sollte aber nur verwendet werden, wenn das Triebwerk mit einem Motorüberwachungsinstrument ausgestattet ist, welches die EGT (Abgastemperatur) und die CHT (Zylinderkopftemperatur) für jeden einzelnen Zylinder anzeigt (damit ersichtlich wird, wenn ein Zylinder allenfalls zu mager laufen sollte). Außerdem empfiehlt sich zur Anwendung dieses Verfahrens die Nachrüstung des Triebwerks mit abgestimmten Einspritzdüsen, damit der Abmagerungsvorgang in allen Zylindern möglichst simultan erfolgt und damit auch die thermische und mechanische Belastung über alle Zylinder homogen verteilt bleibt.

## Betriebsbereiche
Man kann drei Betriebsbereiche unterscheiden, bei denen unterschiedliche Gemischeinstellungen erforderlich sind:

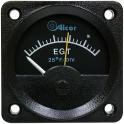
EGT mit Bezugsanzeiger

Betrieb von Leerlauf bis ca. 50 % Motorleistung

Dieses ist der Bereich, der auch bei einem Anflug ohne Motorleistung eingestellt wird. Der Motor läuft mit zu geringer Betriebstemperatur, evtl. mit zu geringer Drehzahl und mit zu reichem Gemisch. Die Folge sind Kaltschlammbildung und gefährliche bleihaltige Ablagerungen bei längerer Dauer. Daher sollte dieser Betriebsbereich gemieden werden. Wenn das nicht möglich ist, muss die höchste vertretbare Leistung eingestellt und anschließend das Gemisch abgemagert werden. Ausnahme: Im Landeanflug darf nicht geleant werden. Es muss hier vollreiches Gemisch einstellt werden, um gerüstet zu sein, falls ein Durchstarten nötig wird.
Betrieb mit Motorleistungen von 50 % bis 75 %

Das ist im Wesentlichen der Reiseflug. In diesem Bereich muss immer geleant werden, bei Flugzeugen mit Festpropeller bis zur maximalen Drehzahl und bei Constant-Speed-Propeller bis zur maximalen Geschwindigkeit. Das Triebwerk läuft sparsam und in einem günstigen Temperaturbereich. Es besteht nur eine geringe Tendenz zu Ablagerungen, keine thermische Überlastung, maximaler Selbstreinigungseffekt der Zündkerzen, geringster Schadstoffausstoß. Dieser Bereich sollte gewählt werden, wann immer vertretbar.
Betrieb mit einer Motorleistung über 75 %

Diese Leistung wird gebraucht bei Start und Steigflügen. Sie sollte vom Motor nur bei vollreichem Gemisch abgerufen werden. Durch Verarmen besteht die Gefahr der Überhitzung und von klopfender Verbrennung. Das vollreiche Gemisch führt aber auch zu größeren Ablagerungsraten und zu unnötig hohem Kraftstoffverbrauch. Daher darf dieser Bereich nur für den Start und den Steigflug auf Platzrundenhöhe benutzt werden.

## Risiken
1. Beim Start und Steigflug (mit > 75 % Leistung) von hoch gelegenen Flugplätzen kann wegen der geringeren Luftdichte vollreiches Gemisch zu fett sein, weshalb der Motor rau und mit verminderter Leistung läuft. Dann sollte der Pilot gerade soviel abmagern, bis der Motor wieder rund läuft. Bei magerer Gemischeinstellung kann es zur Überhitzung des Motors kommen.
2. Vor jeder Leistungserhöhung vollreiches Gemisch einstellen.
3. Beim Abstieg aus großen Höhen Gemischeinstellung sorgfältig nachstellen.
4. Im Endanflug Gemisch auf vollreich einstellen.

## Einmots / Zweimots / Mehrmots
Bei einmotorigen Flugzeugen mit Verstellpropeller (Bild 1) hat die Motoreinstellungskonsole drei Hebel (hier zum Schieben):
- schwarz = Schubhebel („Gashebel“)
- blau = Propellersteigung
- rot = Gemischhebel

Bei einmotorigen Flugzeugen ohne Verstellpropeller (Bild 2) hat die Motoreinstellungskonsole zwei Hebel:
- schwarz = Schubhebel („Gashebel“)
- rot = Gemischhebel

Zum Anreichern (engl. full rich) wird der Gemischhebel (rot) hineingedrückt. Zum Abmagern wird der Gemischhebel (rot) sehr langsam herausgezogen. Zum Abstellen des Motors wird der Gemischhebel (rot) ganz herausgezogen. Das Gemisch magert dann völlig ab, der Motor saugt nur noch Luft ohne Treibstoff an und geht somit trocken aus. Im Gegensatz zum Auto-Vergasermotor, wo der Motor durch Abstellen der Zündung gestoppt wird, erfolgt dies bei einem Flugmotor durch Steuerung der Kraftstoffzufuhr durch extremes Leanen.

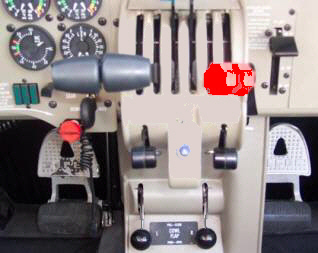
Bild 3: Zweimot – Piper Seneca

Bei zweimotorigen Flugzeugen (Bild 3) hat die Motoreinstellungskonsole (engl. throttle quadrant) 6 Hebel – jeweils paarweise für das rechte und linke Triebwerk. Mit den beiden roten Hebeln (rechts im Bild 3) können beide Triebwerke getrennt geleant werden. Links (schwarz) sind die beiden Schubhebel (Powerhebel oder „Gashebel“). In der Mitte (nicht im Bild sichtbar, weil ganz weit vorne) sind die Hebel für die Propellersteigung (Anstellwinkel).
Bei Flugzeugen mit mehr als zwei Motoren erhöht sich die Anzahl der Bedienelemente entsprechend.